# Kilianuskerk
De Kilianuskerk (Duits: Kilianskirche) is een kerkgebouw aan de Kaiserstraße in Heilbronn in de Duitse deelstaat Baden-Württemberg.

## Geschiedenis

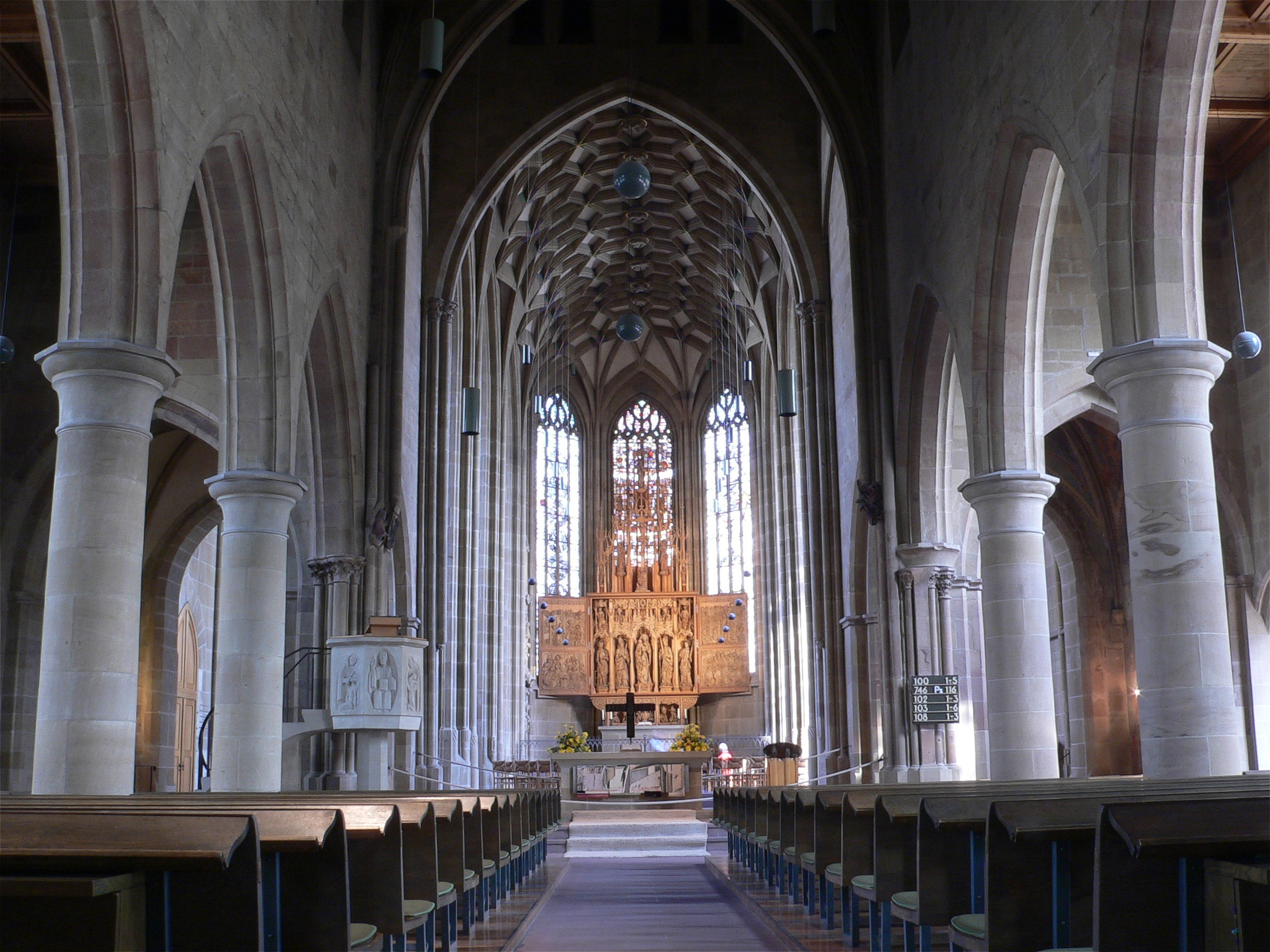
Overzicht interieur

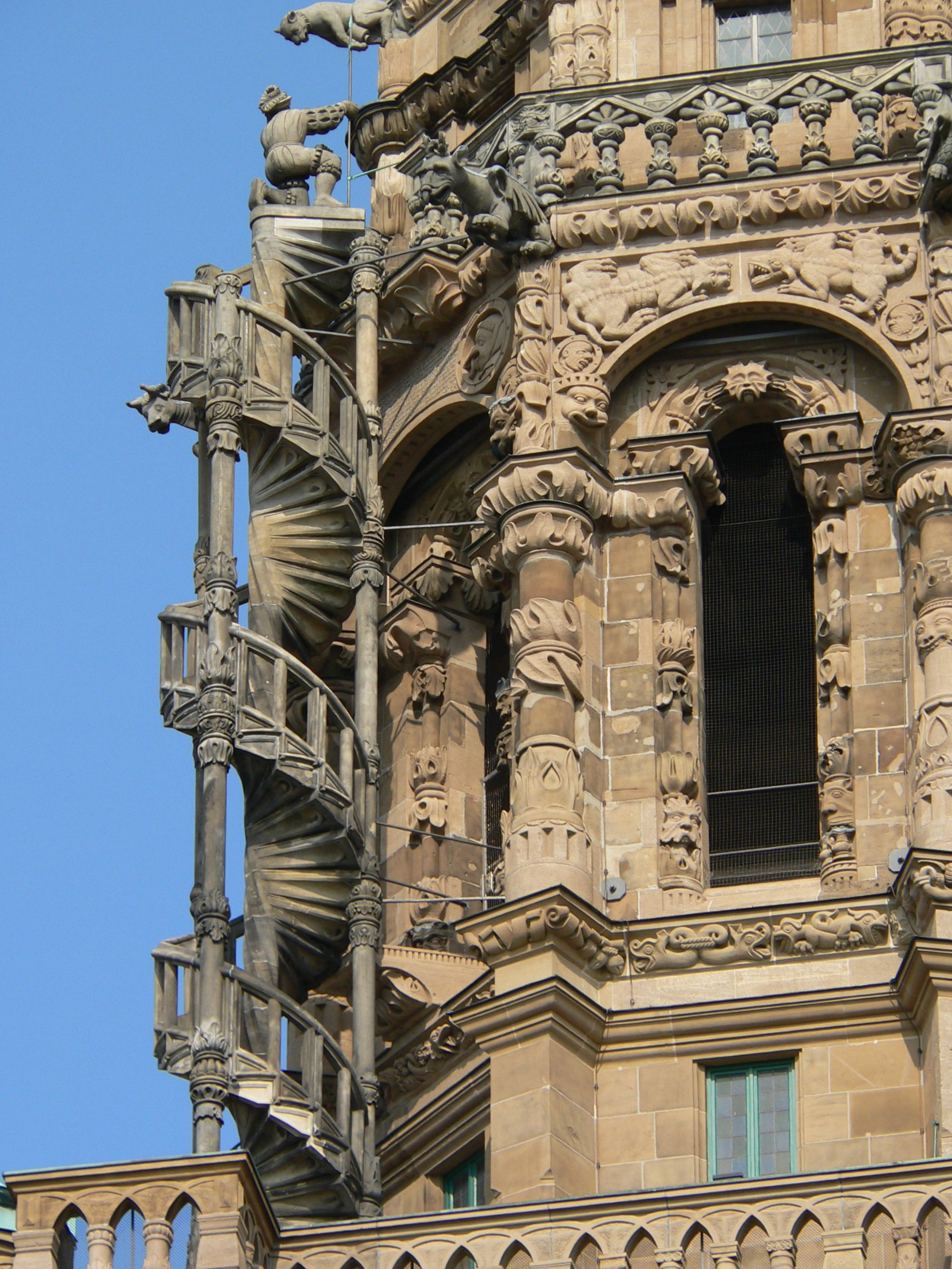
Rijksversierde spits met wenteltrap

De gotische hallenkerk van plaatselijke zandsteen heeft een oorsprong die minstens tot in de 11e eeuw terugreikt. Omstreeks 1100 stonden er twee kerken in Heilbronn, en er wordt vermoed dat op de plaats van de huidige Kilianuskerk een Frankische paltskapel 'Sint-Michaël' stond, die voor het eerst wordt beschreven in het jaar 741. Ook al ontbreken hiervoor de bewijzen, zeker is dat hier een romaanse oerkerk met een oostelijke apsis heeft gestaan van circa 10 bij 11 meter.
Vanaf 1280 stond op de plaats van deze kleine romaanse kerk een aanmerkelijk grotere, vroeggotische basiliek met lage zijschepen, een kort koor en twee flankerende koortorens. De kerk werd in de 13e eeuw aan de heilige Kilianus gewijd, een Ierse missionaris uit de tweede helft van de zevende eeuw (†689), die in Würzburg had gewerkt. Omdat het de bedoeling was ook aan de westelijke kant twee torens te bouwen, werd rond 1400 hier een driedelige voorhal gebouwd, met een zuidelijk portaal en een noordelijk portaal.
De bouwmeester, en latere raadsheer, had tussen 1447 en 1454 de leiding over de bouw van de zijschepen, en van 1458 tot 1460 de verbouwing van het kerkschip tot hallenkerk. Aansluitend werd tot 1487 een, voor Zuidwest-Duitse begrippen, buitengewoon hoog hallenkoor als oostelijke afsluiting toegevoegd. De drie koorschepen kregen één dak en kregen apsissen met hoge, slanke vensters. Aan de noordelijke kant van het koor werden twee kapellen gebouwd en aan de zuidelijke buitenmuur van het koor werd twee sacristieën aangebouwd. De vensters werden in 1487 van gebrandschilderde ramen voorzien.
Van het oorspronkelijke plan om twee westelijke torens te bouwen werd afgezien, en in 1508 werd begonnen met de bouw van de karakteristieke westelijke toren van Hans Schweiner uit Weinsberg. Daartoe was het nodig de westelijke voorhal, die ooit was ontworpen voor twee torens, te verbouwen (1508-1513). De in 1529 voltooide, 64 meter hoge westelijke toren van Hans Schweiner geldt in Duitsland als één de origineelste bouwwerken uit de vroege Duitse renaissance. De toren is rijk versierd met decoraties, die de draak steken met de katholieke geestelijkheid: apen in  monnikspijen, vogels met hoofden van een monnik en een non, bisschoppen met dierentongen enzovoorts. De torenspits wordt niet door een kruis bekroond, maar met het wereldse symbool van een banierdrager van de rijksstad: de zogenaamde Steinerne Mann, in de volksmond ook bekend als het Männleof Kiliansmännle.
In de daaropvolgende drie eeuwen veranderde er niet veel aan het gebouw. Vanaf oktober 1805 diende het gebouw kortstondig als Franse gevangenis voor Oostenrijkse en Russische soldaten, waarna een renovatie noodzakelijk werd. Tijdens de ingrijpende renovatie, in de periode 1886-1894, werd de kerk in neogotische zin verbouwd. Daarbij werd de kerk teruggebracht tot haar basale vormen, kreeg het koor drie daken en werden de oostelijke torens van spitsen voorzien.

#### Verwoesting en herbouw
Kort na het uitbreken van de Tweede Wereldoorlog werden de waardevolle beelden uit het altaar uit veiligheidsoverwegingen in een andere kerk ondergebracht. Later werden ze samen met de gebrandschilderde ramen van het koor ondergebracht in een mijn. De andere kunstschatten van de kerk werden door ommuring beschermd.
Op 10 september 1944 werden de daken van het koor, het noordelijke zijschip en de sacristie door brandbommen bij een Amerikaanse luchtaanval verwoest. Een luchtmijn verwoestte op 12 oktober 1944 de ramen, delen van het maaswerk van de koorramen, de zuidelijk wenteltrap en de opzet van het hoogaltaar. Ten slotte werd de kerk op 4 december 1944 tijdens een aanval op Heilbron vrijwel geheel verwoest. De westelijke toren en de noordelijke koortoren brandden uit, net als het middenschip. Het koor met het netgewelf, de galerij en het orgel werden volledig verwoest. Het westelijke deel van de kerk werd nog verder beschadigd door Amerikaans artillerievuur, in april 1945.
De herbouw volgde in verschillende fases tussen 1946 en 1974. Na het ruimen van het puin werd in 1948 aangevangen met de herbouw. Het middenschip en de zijschepen werden weer onder één hoog dak gebracht, en de koortorens kregen het aanzien van voor 1886. Bij de renovatie werden de neogotische veranderingen niet hersteld. Op 28 november 1965 werd de kerk opnieuw ingewijd, maar het herstel zou nog tot 1974 duren.

## Interieur

#### Voorhal
De sluitsteen van de noordelijke voorhal is rondvormig en toont in een wolkenkrans het Lam Gods met de overwinningsvlag, de kelk en een boek. De sluitsteen van de zuidelijke voorhal heeft de vorm van een vierpas met rechthoekige punten tussen de ronde vormen en bevat een reliëf van de heilige Veronica met zweetdoek. In het vrijwel tweemaal zo hoge gewelf van de middelste voorhal zat tot de instorting van het gewelf tijdens de oorlog een uit de ribben gevormde ringsluitsteen. Deze sluitsteen zou door Hans Schweiner ingebouwd zijn om door de opening het bouwmateriaal voor de toren omhoog te trekken. Oorspronkelijk bevonden zich hier tot de instorting van het gewelf oudere fresco's van de symbolen van de evangelisten, die door de latere inbouw van de sluitsteen hun koppen hadden verloren.

#### Kerkschip
Het kerkschip, dat tegen het einde van de 19e eeuw een neogotische gewelf kende, werd na de verwoestingen van de Tweede Wereldoorlog met een houten cassettenplafond gerestaureerd, zoals dat er waarschijnlijk ook in de 13 eeuw was. De historische netgewelven werden na de verwoestingen van 1944 gedurende een jarenlange reconstructie met moderne sluitstenen voorzien.
De oude gotische kansel met een hoog klankbord werd in de Tweede Wereldoorlog vernield en niet in dezelfde vorm herbouwd. De huidige kansel bevindt zich tegenwoordig op de noordelijke kant van het middenschip en werd in 1965 door Karl Hemmeter uit München gebouwd. De zandstenen kansel toont in hautreliëfs: de barmhartige Samaritaan, het Jongste Gericht, de terugkeer van de verloren zoon, Christus bij Maria en Martha en de steniging van Stefanus. Rechts boven de kansel aan de koorboog is een door engelen gedragen wapen te zien van de rijksstad, dat waarschijnlijk uit 1485 stamt en wordt toegeschreven aan Anton Pilgram.

#### Koor
Het driedelige hoofdaltaar in het koor van Hans Seyfer uit 1498 geldt als een meesterwerk van houtsnijwerk en meet 11,64 meter hoog bij 7,86 meter breed.
- In de predella zijn drie nissen. De centrale nis toont de gedoornkroonde Christus met Johannes en Maria, de linker nis paus Gregorius en kardinaal Hiëronymus en de rechter nis de bisschoppen Augustinus en Ambrosius.
- De middelste schrijn staat Maria met Kind centraal, geflankeerd door de heilige Petrus (links) en de kerkpatroon Kilianus met zwaard (rechts) en de beide martelaren Laurentius met het rooster (geheel links) en Stefanus met de stenen op de Bijbel geheel rechts. Daarboven in de nissen zijn twee metgezellen van Kilianus (Kolonatus en Totnan) te zien de twee bustes van Apollonia van Alexandrië en de heilige Margaretha.
- Op de altaarvleugels zijn links de geboorte van Christus en het pinsterwonder te zien en rechts de opgestane Heer voor het lege graf en de dood van Maria.
- De bekroning van het altaar wordt gevormd door een voorstelling van de kruisiging.

De laatgotische gebrandschilderde ramen bevinden zich sinds het einde van de herbouw in de vensters van twee kapellennissen in de noordelijke koormuur. Het zouden de resten van een veel groter aantal ramen zijn van het in 1487 gereed gekomen hallenkoor.
Aan de noordelijke muur van het hoofdkoor bevindt zich de helft van een laatgotische sacramentstoren, die via een doorbraak in de muur verbonden is met de andere helft van de sacramentstoren in het noordelijke nevenkoor. Spijtig genoeg bleven na de verwoestingen in de oorlog slechts delen over van de filigrane sacramentstoren. In het noordelijke koor bevindt zich eveneens een reliëf van Jezus in de hof. De biddende Jezus wordt vergezeld van drie discipelen. Opvallend zijn de aanwezigheid van dieren, waaronder ook kikkers.

## Afbeeldingen

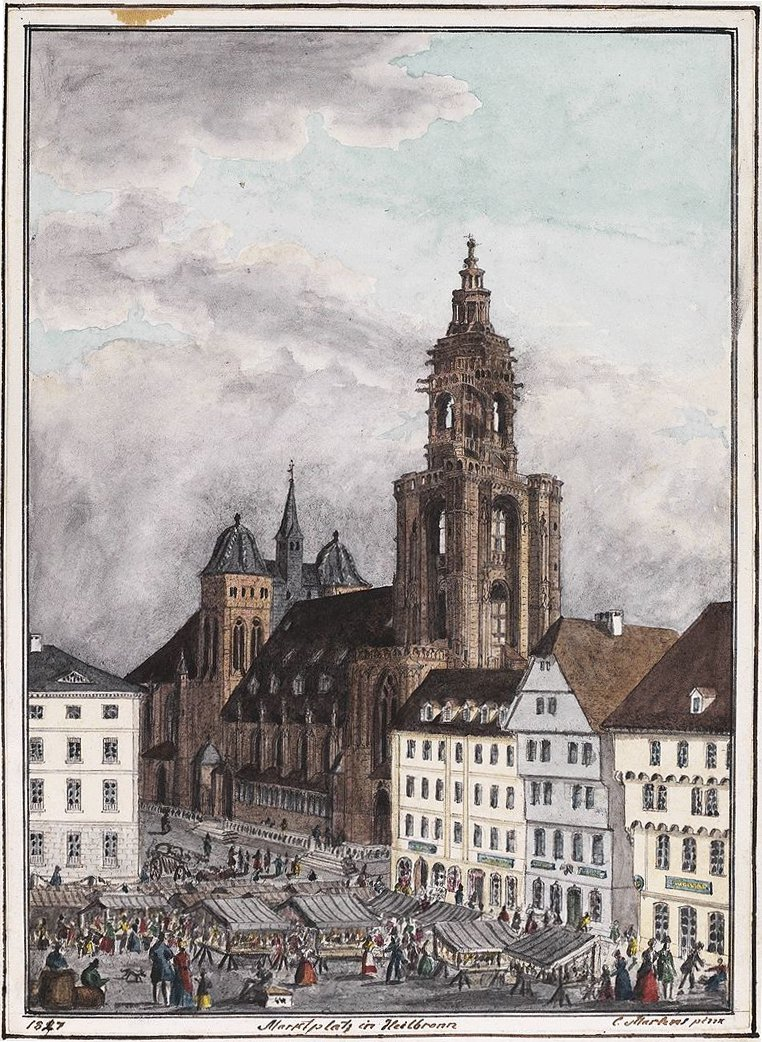
De kerk voor de neogotische verbouwing (1847)
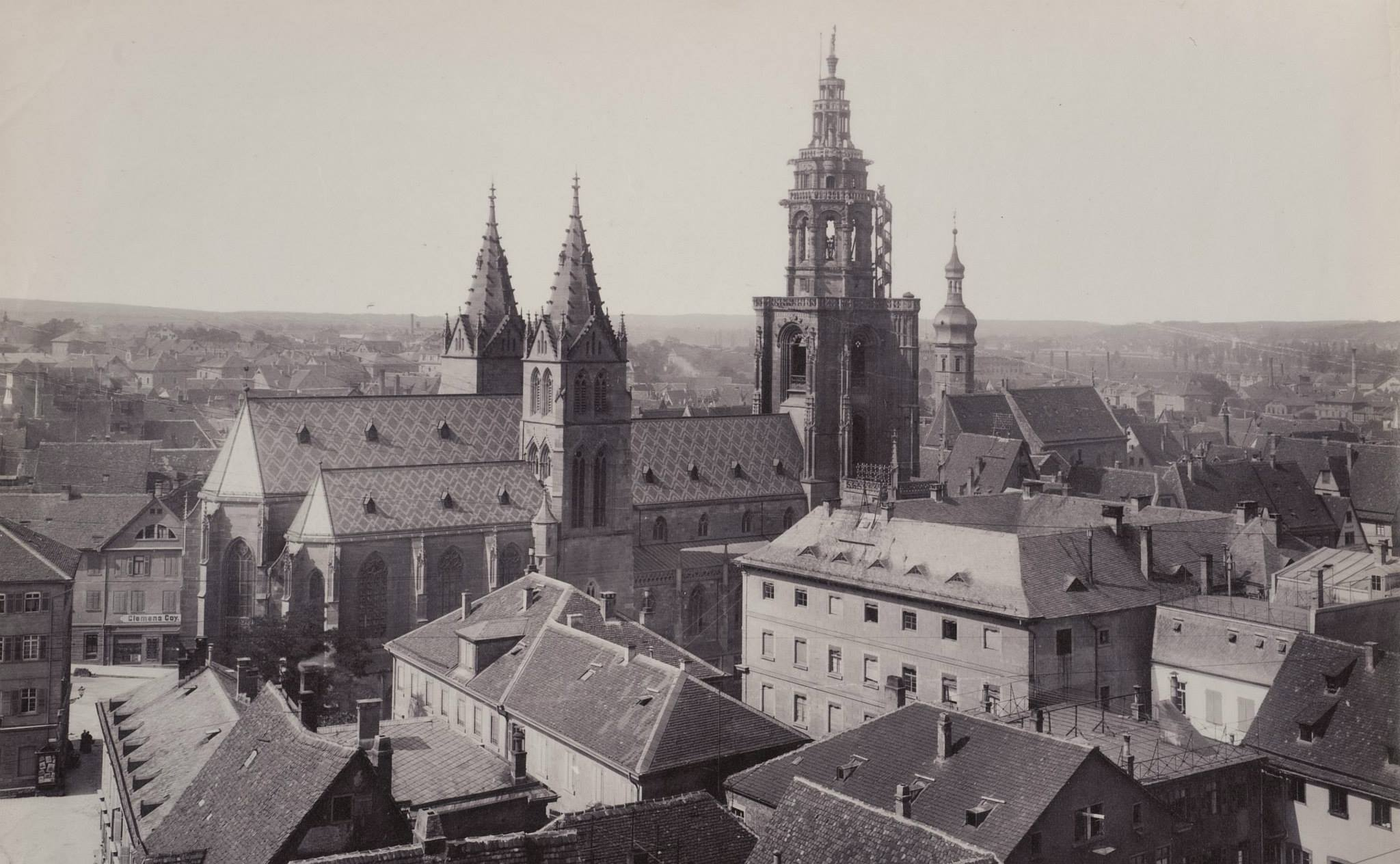
De kerk circa 1895
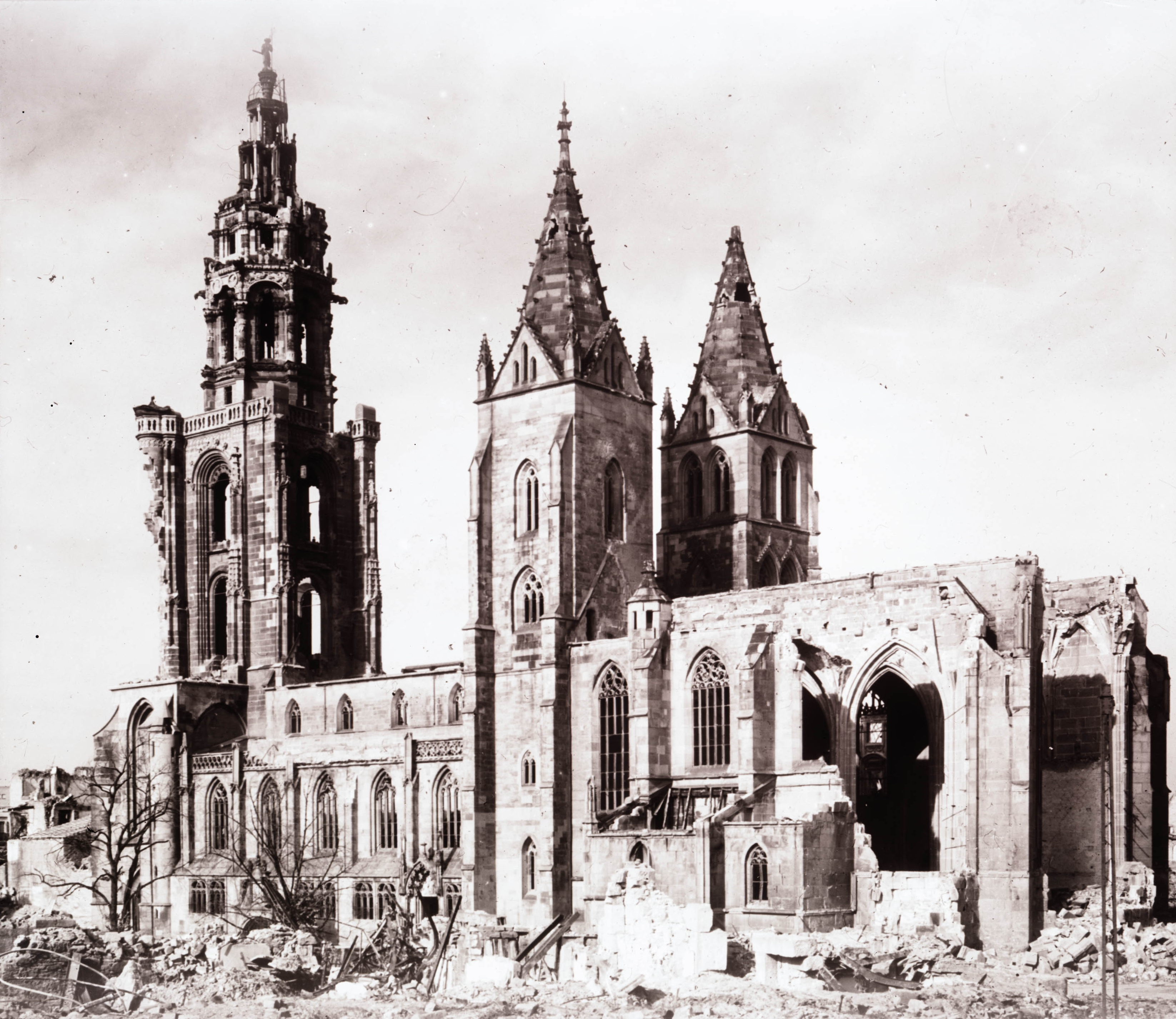
De verwoeste kerk in 1944
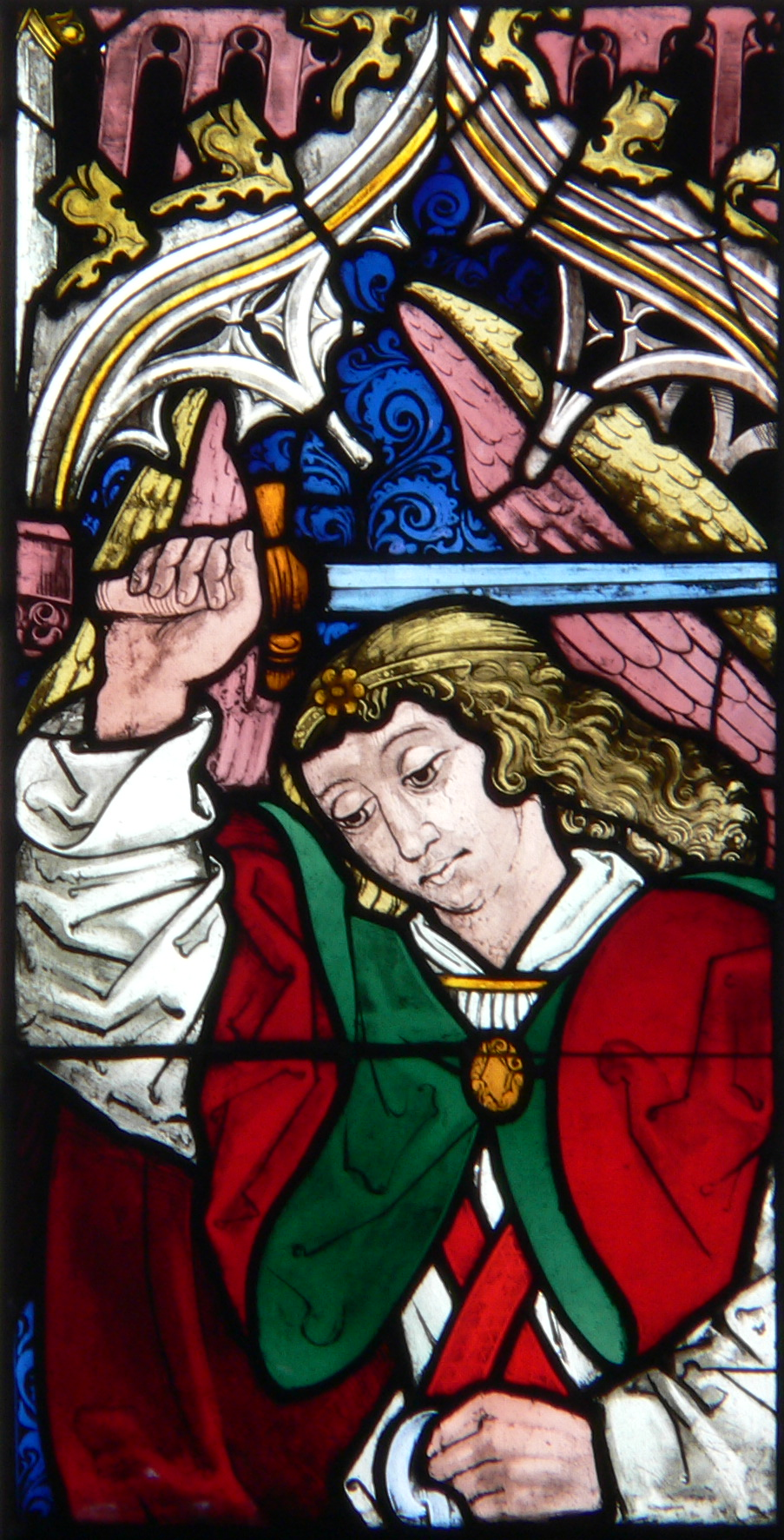
Detail gebrandschilderd raam Sint-Michaël
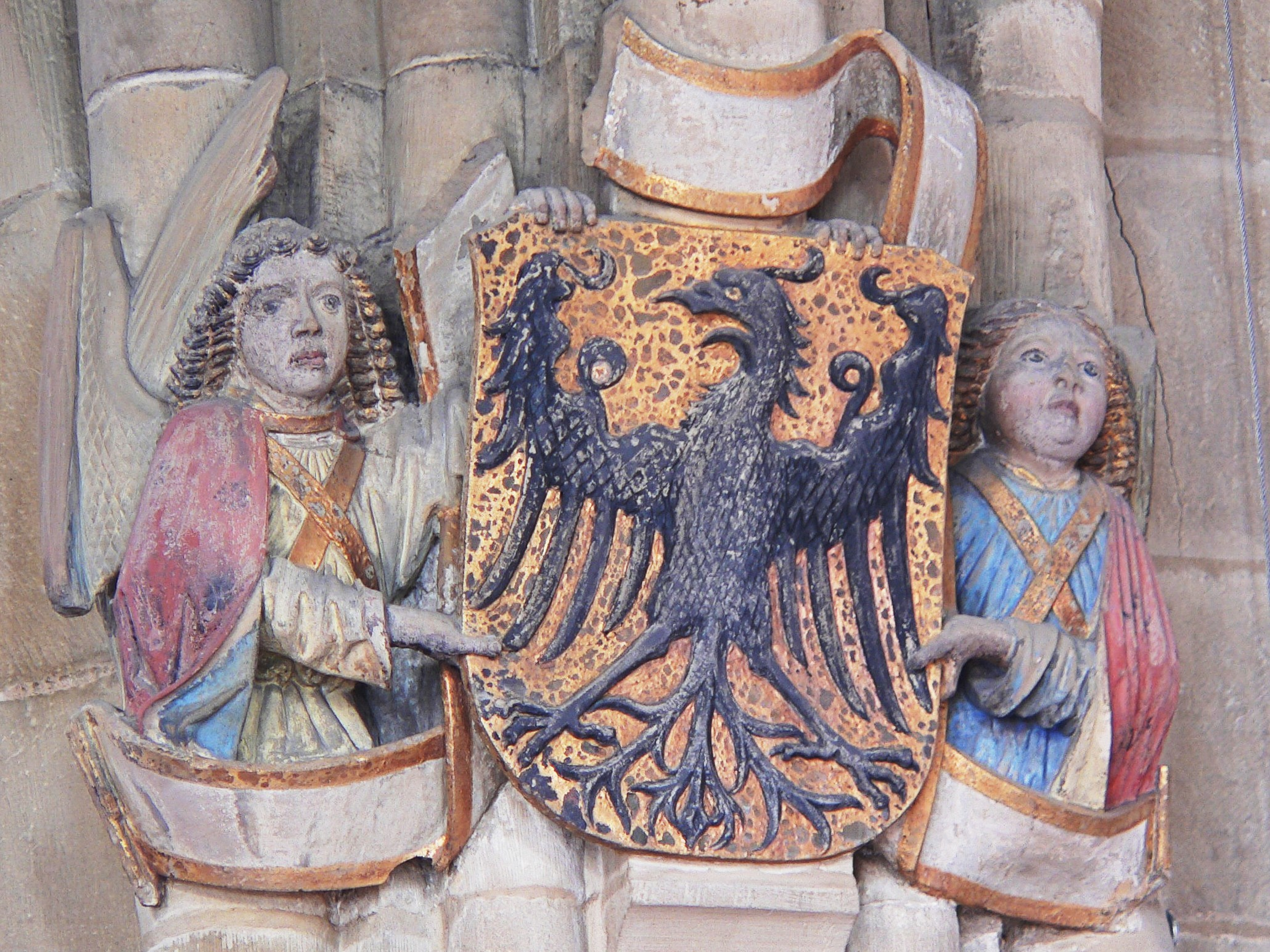
Wapen
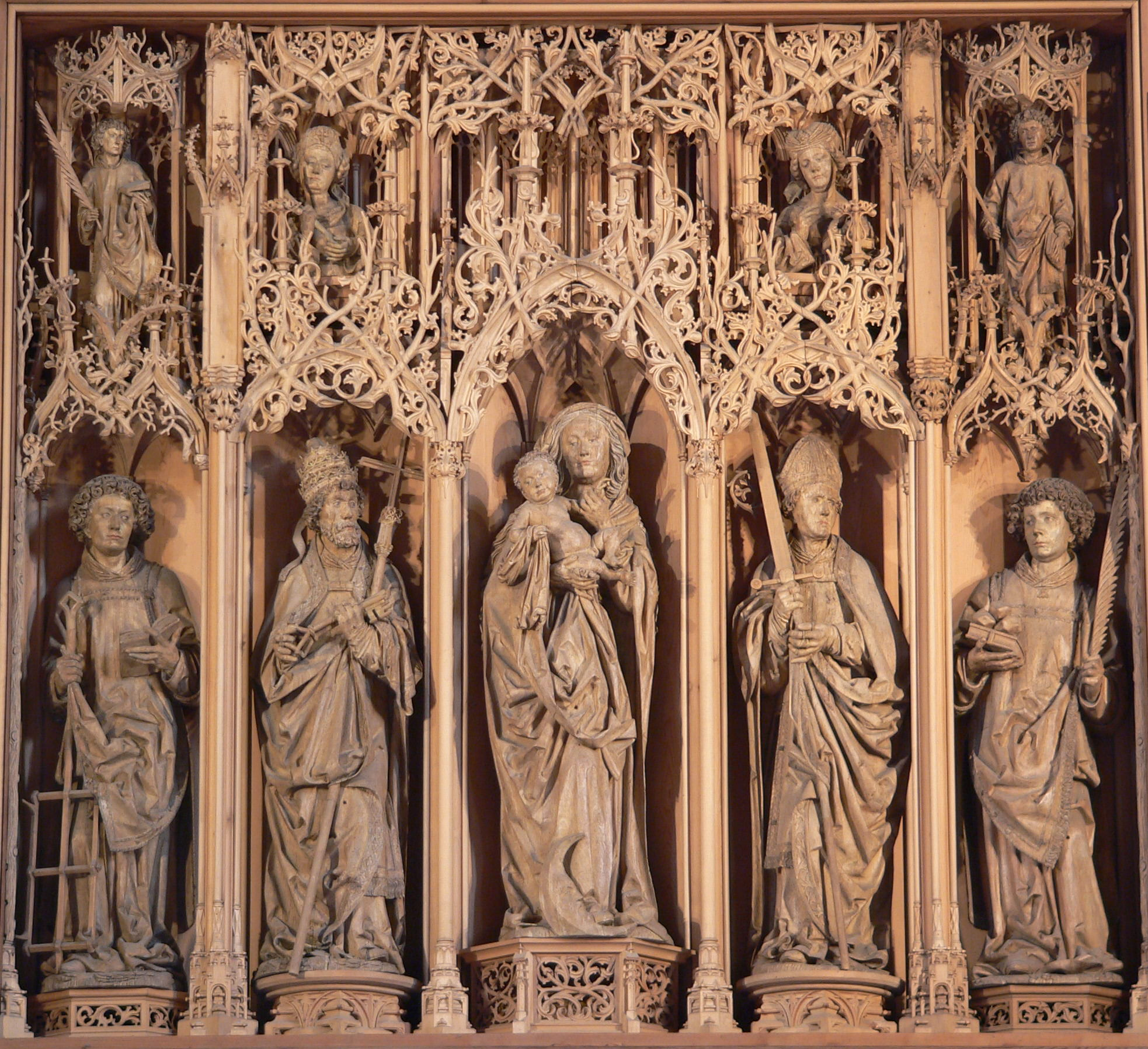
Middelste schrijn
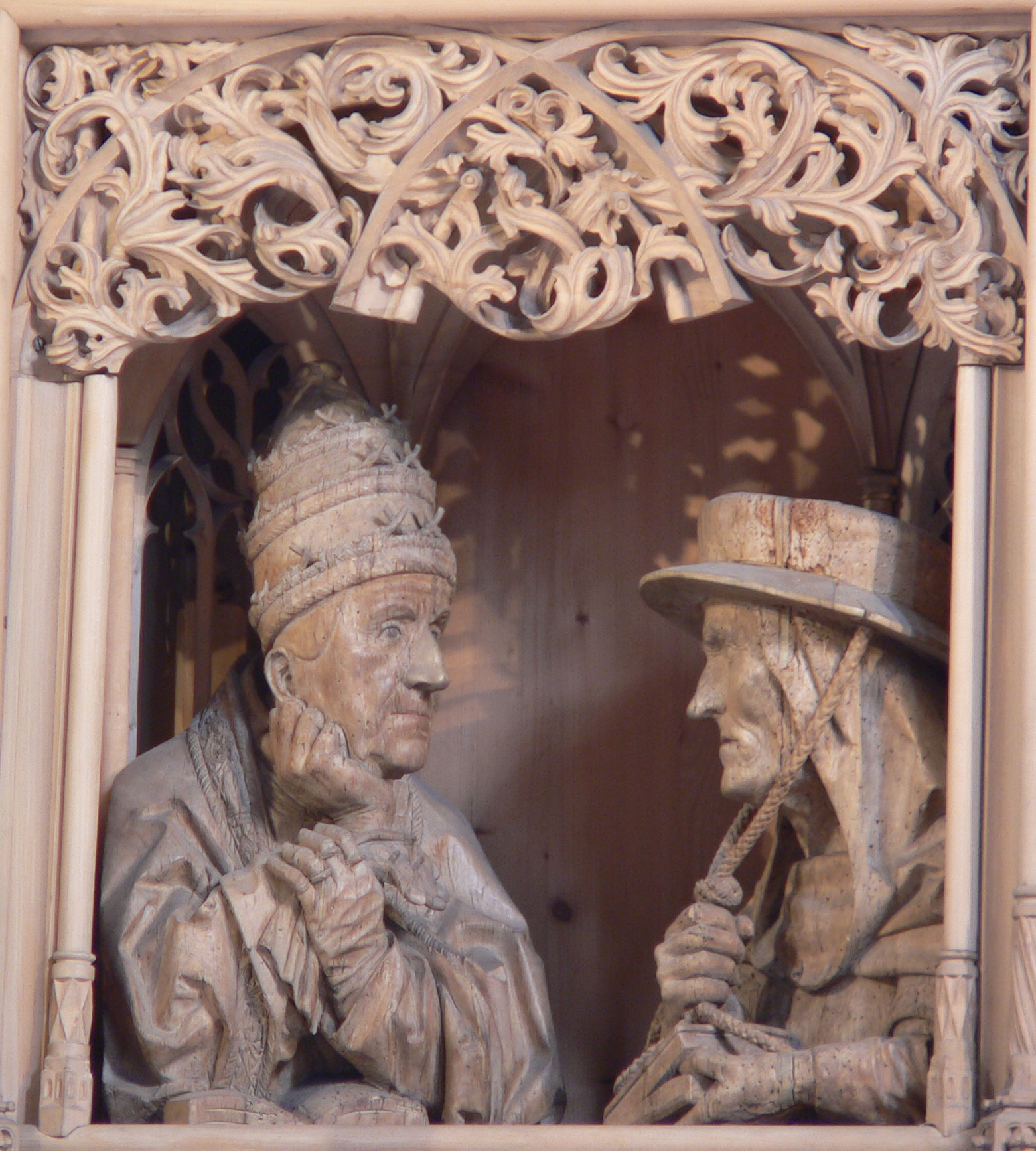
De kerkvaders Gregorius en Hiëronymus
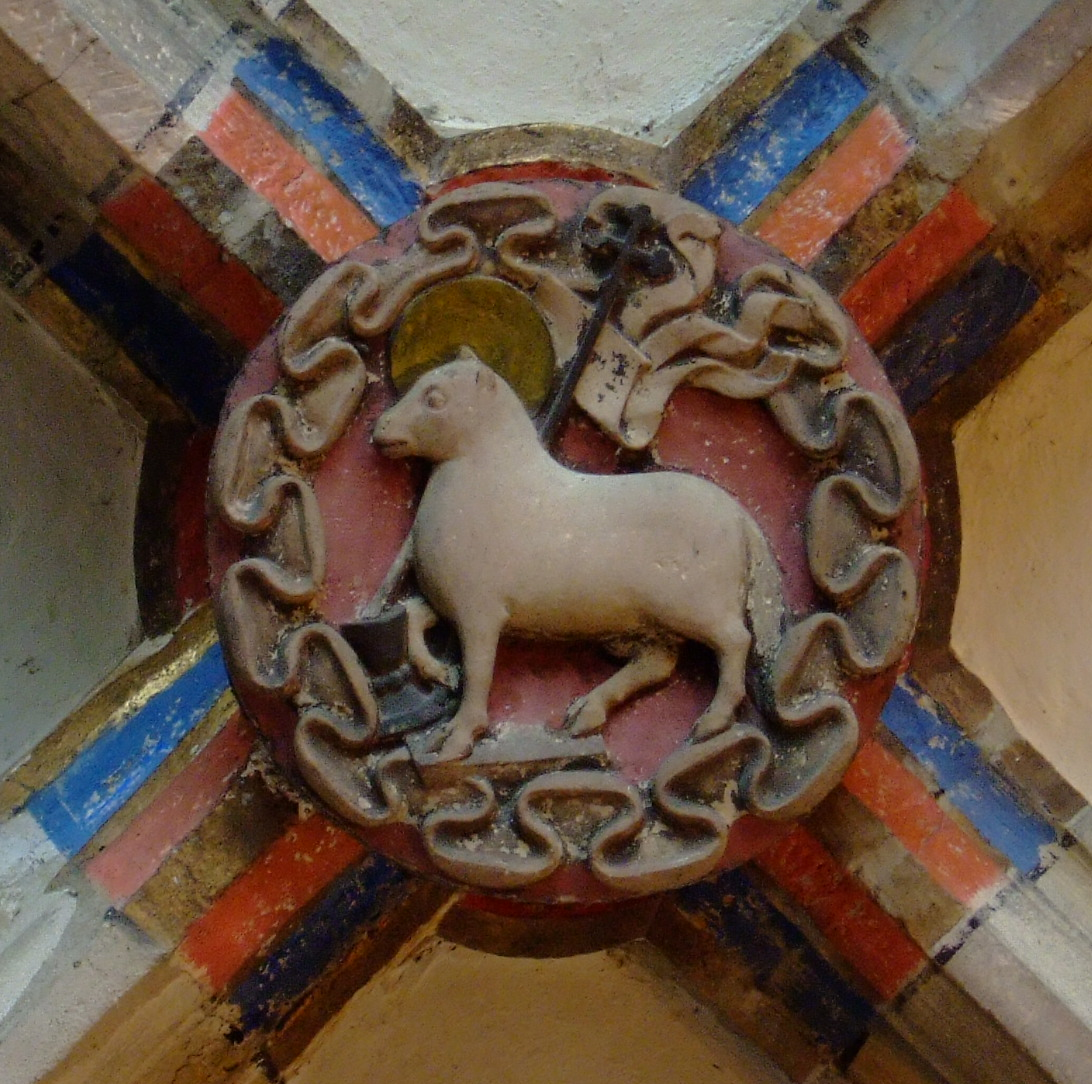
Sluitsteen in de noordelijke torenhal
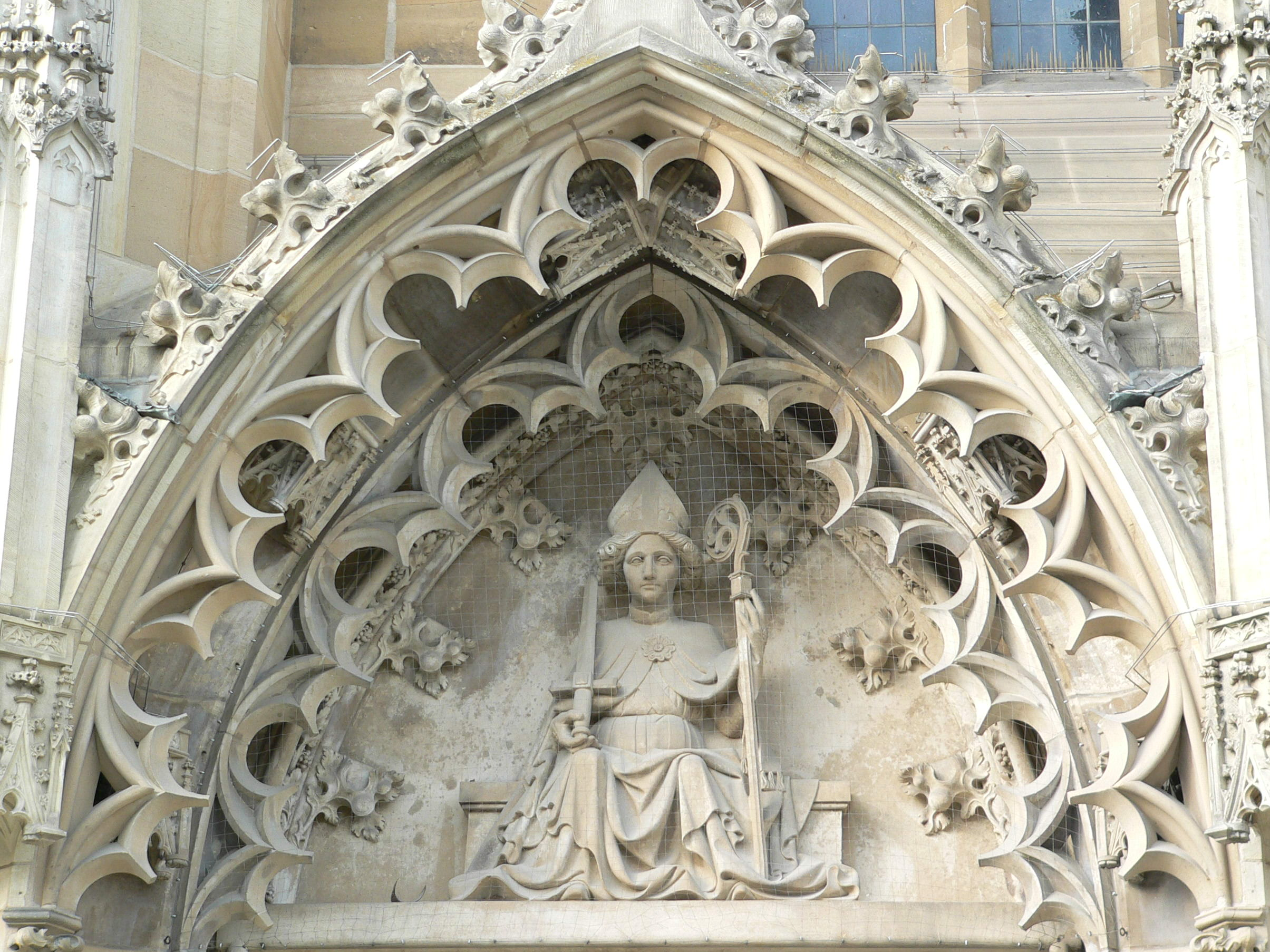
Timpaan met de heilige Kilianus (zuidelijk portaal)
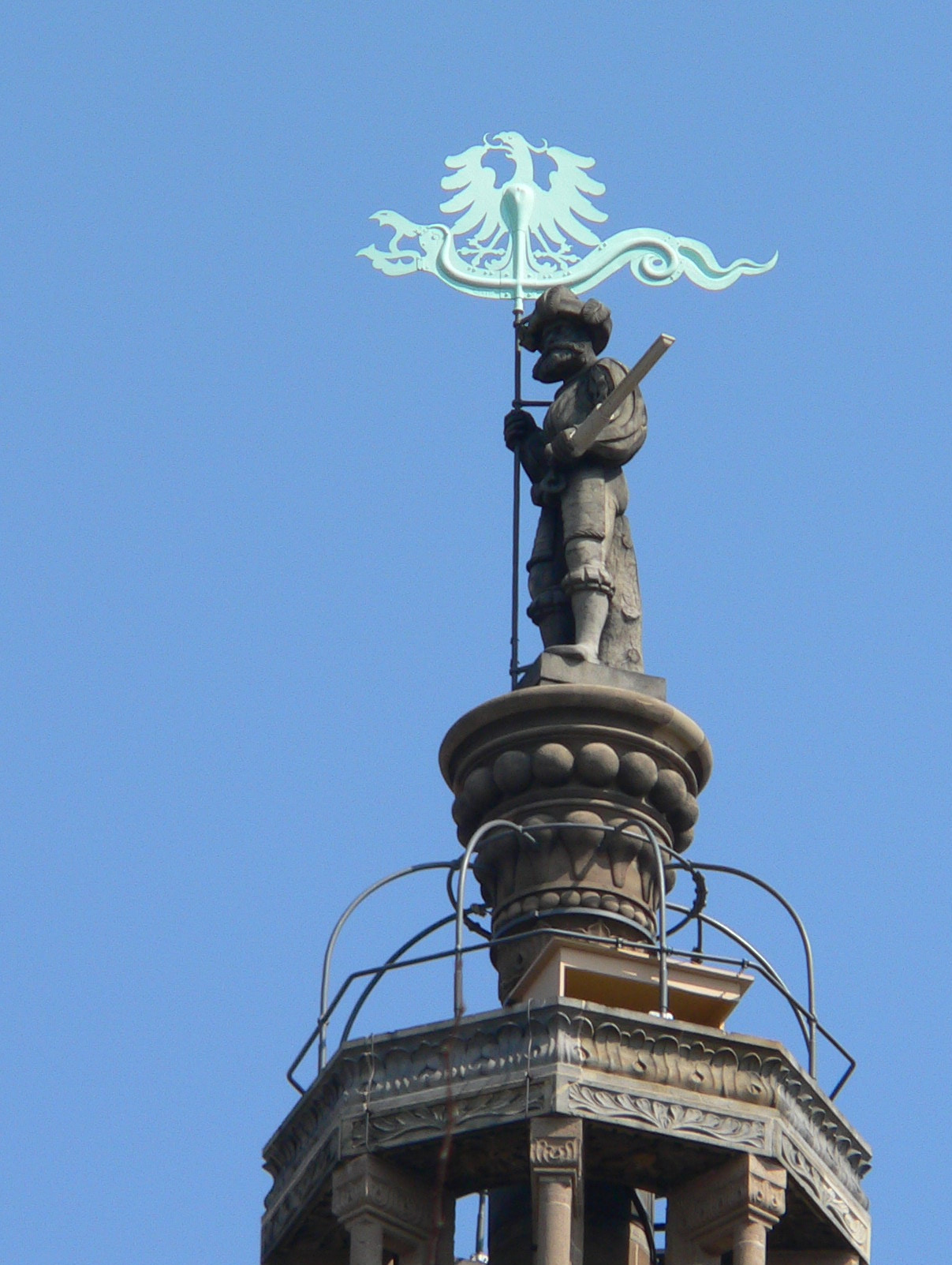
De stenen man op de spits van de toren
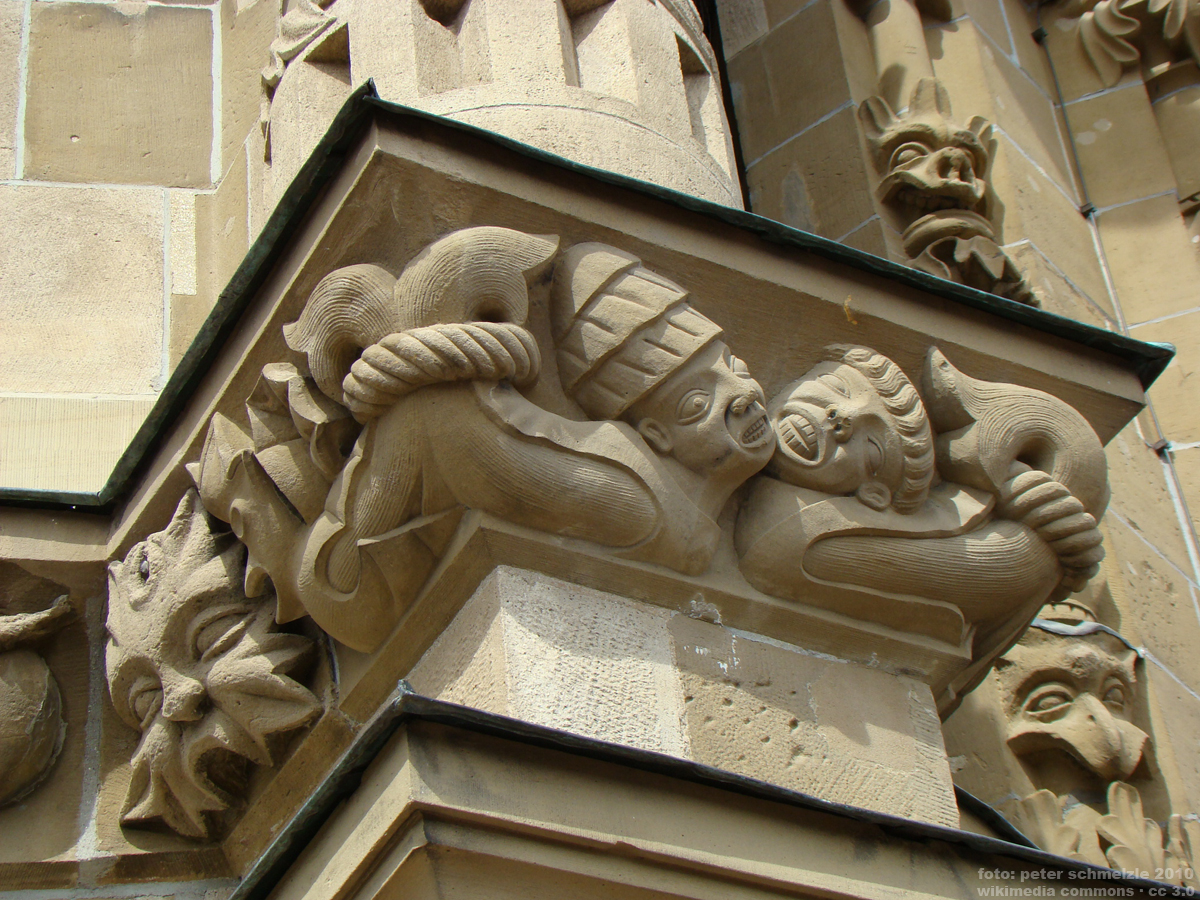
paus en monnik